# Juan de Velasco
Juan de Velasco y Pérez Petroche, né le 27 janvier 1727 à Riobamba et mort le 29 juin 1792 à Faenza, est un prêtre jésuite équatorien du XVIIIe siècle, historien et professeur de philosophie et de théologie de l'Audience royale de Quito. Il est connu pour son livre Historia del Reino de Quito en la América Meridional (1789)